# Timoulilt
Timoulilt (en àrab تيموليلت, Tīmūlīlt; en amazic ⵜⵉⵎⵓⵍⵉⵜ) és una comuna rural de la província d'Azilal, a la regió de Béni Mellal-Khénifra, al Marroc. Segons el cens de 2014 tenia una població total de 6.616 persones.